# José Santana
José Manuel Guerreiro Santana (17 de Maio, 1957), é um karateka português, bicampeão mundial em kumité.

## Biografia
José Santana começou a prática das Artes Marciais aos quatorze anos com o Mestre de Karaté Shotokan Luís Cunha, no Ginásio Clube Português, em Lisboa. Convidado por um amigo, assiste aos treinos de Goju-ryu Seigokan na Escola de Budo, em Sapadores, criada pelo Sensei Mitsuharu Tsuchiya, tendo de imediato aderido de alma e coração a este estilo tradicional de karatedo quando assistiu à execução da kata Sanchin por parte do Mestre Katsumune Nagai (4ºDan) e 4 vezes Campeão da Seigokan em Campeonatos Inter-Estaduais no Japão. Devido à sua incomensurável energia, pratica igualmente Boxe, tendo-se sagrado Campeão Nacional na sua categoria dois anos consecutivos e sido seleccionado nesta modalidade para os Jogos Olímpicos de Moscovo em 1980. Na sequência do regresso ao Japão do Mestre Nagai, e após a interrupção temporária da prática deste estilo em Portugal, pratica ainda Taekwondo no Sporting Clube de Portugal com o Mestre Chung Sun Yong (9ºDan) tendo-se igualmente sagrado Campeão Nacional nesta modalidade. Desloca-se cinco vezes ao Japão e outras tantas a Macau, onde convive com a Campeã do Mundo de Kata Atsuko Wakai, também ela da Seigokan, para participar em Estágios, Campeonatos e realizar os seus exames de graduação no Honbu Dojo da Seigokan, na cidade de Himeji, no Japão.
Em 1998, sagra-se Campeão Mundial de Karaté Seigokan em Kumité e Vice-Campeão Mundial em Kata, proeza que viria a repetir em 2004 ao sagrar-se novamente Campeão do Mundo da Seigokan em Kumité. O ano de 2008 marca uma nova etapa na carreira marcial deste Mestre Lusitano, ao ser graduado em 6ºDan com a atribuição do título de Shihan e sido nomeado Instrutor Chefe da Seigokan para Portugal e Europa, o que é uma grande honra, dado ser cargo normalmente desempenhado por Mestres Japoneses.
Em 2012, é nomeado pelo colectivo de Mestres Japoneses da Seigokan, em reunião anual no Hombu Dojo, em Himeji, membro de pleno direito do Quadro de Directores (Board of Directors) da Nippon Seigokan, sendo-lhe enviado o respectivo Diploma. 
Em Julho de 2017, em exame realizado no Budokan de Himeji, no Japão, sob a supervisão de um júri composto por vários Grandes Mestres da Seigokan, com graduações superiores a 8º Dan, obtém com distinção a graduação de 7º Dan. 

## Imprensa
- Jornal Destak

- Revista Cinturão Negro 172

- Revista Cinturão Negro 181

- Jornal Ripa Desporto

- Jornal Sem Mais